# Танасси, Марио
Марио Танасси (итал. Mario Tanassi; 17 марта 1916, Урури, Королевство Италия — 5 мая 2007, Рим, Италия) — итальянский государственный деятель, министр обороны Италии (1970—1974, с перерывом), министр финансов Италии (1974).

## Биография
Входил в руководство Объединенной социалистической партии, затем — в социал-демократической партии (в 1966 г. — руководитель её парламентской группы).
- 1968—1969 гг. — министр промышленности, торговли и ремесел,
- 1970—1974 гг.  (с небольшим перерывом) — министр обороны,
- 1972—1973 гг. — заместитель председателя Совета Министров Италии,
- 1974 г. — министр финансов.

В 1964—1966, 1972 и 1975—1976 гг. — секретарь Итальянской демократической социалистической партии.
В 1975 году обвинён в коррупции по делу «делу Локхид», которой с помощью взяток членам итальянского правительства удалось продать Италии 14 военных самолётов. В 1977 году Конституционный суд признал его виновным. Отбыл в заключении четыре месяца, стал первым итальянским министром, оказавшимся в тюрьме по обвинению в  коррупции.
Также рассматривался вопрос о привлечении его к уголовной ответственности вместе с занимавшим на тот момент пост министра иностранных дел Джулио Андреотти по обвинению в получении взятки в сумме 150 млн лир. Политикам была инкриминирована попытка за взятку оказать содействие назначению генерала Раффаэле Джуличе командующим финансовой гвардией и который оказался замешанным в крупным нефтяном скандале, связанном с финансовым лоббированием принятия ряда законов.